# Остров Бофорта
Остров Бофорта — остров, расположенный в море Росса в Антарктике. Является самым северным из островов, относящихся к архипелагу Росса. Лежит в 21 километре к северу от мыса Бёрда, северной оконечности острова Росса. Нанесён на карту Джеймсом Россом в 1841 году во время его экспедиции на «Эребусе» и назван в честь сэра Фрэнсиса Бофорта, гидрографа королевского ВМФ Великобритании и создателя шкалы оценки скорости ветра.

## География
Остров имеет вулканическое происхождение и сложен из базальта. В плане имеет форму полукруга, площадь острова составляет 18,4 км². Высочайшей точкой острова, 771 метр над уровнем моря, является пик Патона, названный в честь моряка Джеймса Патона, принимавшего участие в трёх антарктических экспедициях «Героического века». Большую часть западного побережья занимают ледовые поля, восточный и южный берега от льда преимущественно свободны, обрываясь в море крутыми уступами. Летом под действием солнца здесь образуются небольшие водоемы и ручьи с талой водой.

## Экология
Остров является особо охраняемым районом Антарктики с целью сохранения его экосистемы и охраны населяющих его видов птиц. У северного побережья острова на прибрежном шельфовом льде находится небольшая гнездовая колония императорских пингвинов. На юго-западной оконечности — крупная колония пингвинов Адели. Также на острове гнездится южнополярный поморник.
В растительности преобладает мох вида Bryum argenteum. Это самая обширная и непрерывная область мхов из известных в районе пролива Мак-Мердо. Это место является одним из самых южных, где встречаются красные снежные водоросли (Chlamydomonas sp., Chloromonas sp. и Chlamydomonas nivalis). Расположение острова благоприятно для роста растительности из-за теплых летних температур. Его северная сторона является укрытием, обеспечиваемым высокими ледяными скалами, защищающими от южных ветров.